# Lokaltog
Lokaltog er en dansk jernbanevirksomhed og infrastrukturforvalter, der står for drift og vedligeholdelse af ni privatbaner på Sjælland, Lolland og Falster. Selskabet blev dannet 1. juli 2015 ved en fusion af Lokalbanen og Regionstog A/S. Trafikselskabet Movia er delejer.
De ni baner har en samlet længde på 338 km og er ibrugtaget mellem 1864 (Lille Nord) og 1924. Driften varetages af 58 tog fordelt på 41 togsæt at typen Lint 41, 13 IC2 og 4 RegioSprinter. Dertil kommer fire diesellokomotiver Litra MX, en Litra MY, tre rangertraktorer af typen Köf og forskellige arbejdskøretøjer.

## Baner
- Frederiksværkbanen (Hillerød - Frederiksværk - Hundested)
- Gribskovbanen (Hillerød - Kagerup - Tisvildeleje /- Gilleleje)
- Hornbækbanen (Helsingør - Hornbæk - Gilleleje)
- Lille Nord (Hillerød - Helsingør)
- Nærumbanen (Jægersborg - Nærum)
- Tølløsebanen (Slagelse - Høng - Tølløse)
- Odsherredsbanen (Holbæk - Nykøbing Sjælland)
- Østbanen ( (Roskilde) - Køge - Hårlev - Faxe Ladeplads /- Rødvig)
- Lollandsbanen (Nykøbing Falster - Nakskov)

Desuden drives den nordlige del af Lille Syd mellem Roskilde og Køge i forlængelse af Østbanen. Togene på Lille Nord benytter Kystbanens spor mellem Snekkersten og Helsingør.